# Роберт Мачков'як
Роберт Мачков'як (пол. Robert Maćkowiak; нар. 13 травня 1970) — польський легкоатлет, який спеціалізувався в бігу на короткі дистанції.

## Спортивні досягнення
Фіналіст (5-е місце) з бігу на 400 метрів на Олімпіаді (2000). Дворазовий фіналіст (6-е місце) з естафетного бігу 4×400 метрів на Олімпіадах (1996, 2000).
Чемпіон світу (1999) та бронзовий призер чемпіонату світу (1997) з естафетного бігу 4×400 метрів. Дворазовий фіналіст (5-е місце) з естафетного бігу 4×400 метрів на чемпіонатах світу (1995, 2005).
Чемпіон світу в приміщенні (2001) та срібний призер чемпіонату світу в приміщенні (1999) з естафетного бігу 4×400 метрів. Фіналіст (4-е місце) з бігу на 400 метрів на чемпіонаті світу в приміщенні (1997).
Срібний призер чемпіонату Європи з бігу на 400 метрів та з естафетного бігу 4×400 метрів (1998). Фіналіст (6-е місце) з естафетного бігу 4×400 метрів на чемпіонаті Європи (1994).
Чемпіон Європи в приміщенні з естафетного бігу 4×400 метрів (2002). Бронзовий призер чемпіонатів Європи в приміщенні з бігу на 200 метрів (2002) та 400 метрів (1998). Фіналіст (5-е місце) з бігу на 200 метрів на чемпіонаті Європи в приміщенні (1992).
Переможець (2001), срібний призер (1999) та бронзовий призер (2004) з естафетного бігу 4×400 метрів на Кубках Європи. Срібний призер з бігу на 400 метрів на Кубку Європи (2001).
Чемпіон Європи серед юніорів з естафетного бігу 4×100 метрів (1989).
Чемпіон Польщі з бігу на 200 метрів (1995—1997), бігу на 400 метрів (1998, 2000, 2001) та естафетного бігу 4×400 метрів (1996—1999, 2005)
Чемпіон Польщі в приміщенні з бігу на 200 метрів (1994—1996, 2001, 2002) та бігу на 400 метрів (1994, 1999).
Ексрекордсмен Європи в приміщенні з естафетного бігу 4×400 метрів — 3.03,01 (1999).